# 12891 Kassandraholt
12891 Kassandraholt eller 1998 QH51 är en asteroid i huvudbältet som upptäcktes den 17 augusti 1998 av LINEAR i Socorro County, New Mexico. Den är uppkallad efter Kassandra Rose Holt.
Asteroiden har en diameter på ungefär 5 kilometer och den tillhör asteroidgruppen Agnia.